# Icterus dominicensis
El turpial de la Española (Icterus dominicensis) también conocido como turpial de sureste o cigua canaria, es una especie de ave paseriforme de la familia Icteridae. Es endémica de la isla de La Española.
El taxón fue agrupado anteriormente junto con el turpial cubano (Icterus melanopsis), turpial de las Bahamas (Icterus northropi) y el turpial puertorriqueño (Icterus portoricensis) en una sola especie hasta que los cuatro fueron elevados a especies separadas en 2010.